# Parapenia
Parapenia is een geslacht van kevers uit de familie  
kniptorren (Elateridae).
Het geslacht is voor het eerst wetenschappelijk beschreven in 1982 door Suzuki.

## Soorten
Het geslacht omvat de volgende soorten:
- Parapenia assamensis Suzuki, 1982
- Parapenia jagemanni Schimmel, 2002
- Parapenia nigroapicalis Suzuki, 1982
- Parapenia rugosicollis Schimmel, 2002
- Parapenia sausai Schimmel, 1998
- Parapenia significata Schimmel, 1998
- Parapenia spicula Schimmel, 2002
- Parapenia taiwana (Miwa, 1930)
- Parapenia thailandica Suzuki, 1982
- Parapenia tonkiensis (Fleutiaux, 1918)
- Parapenia villosa (Fleutiaux, 1936)
- Parapenia wulingshanensis Schimmel, 2006
- Parapenia yunnana Schimmel, 1993